# Фрідеріка Крюгер

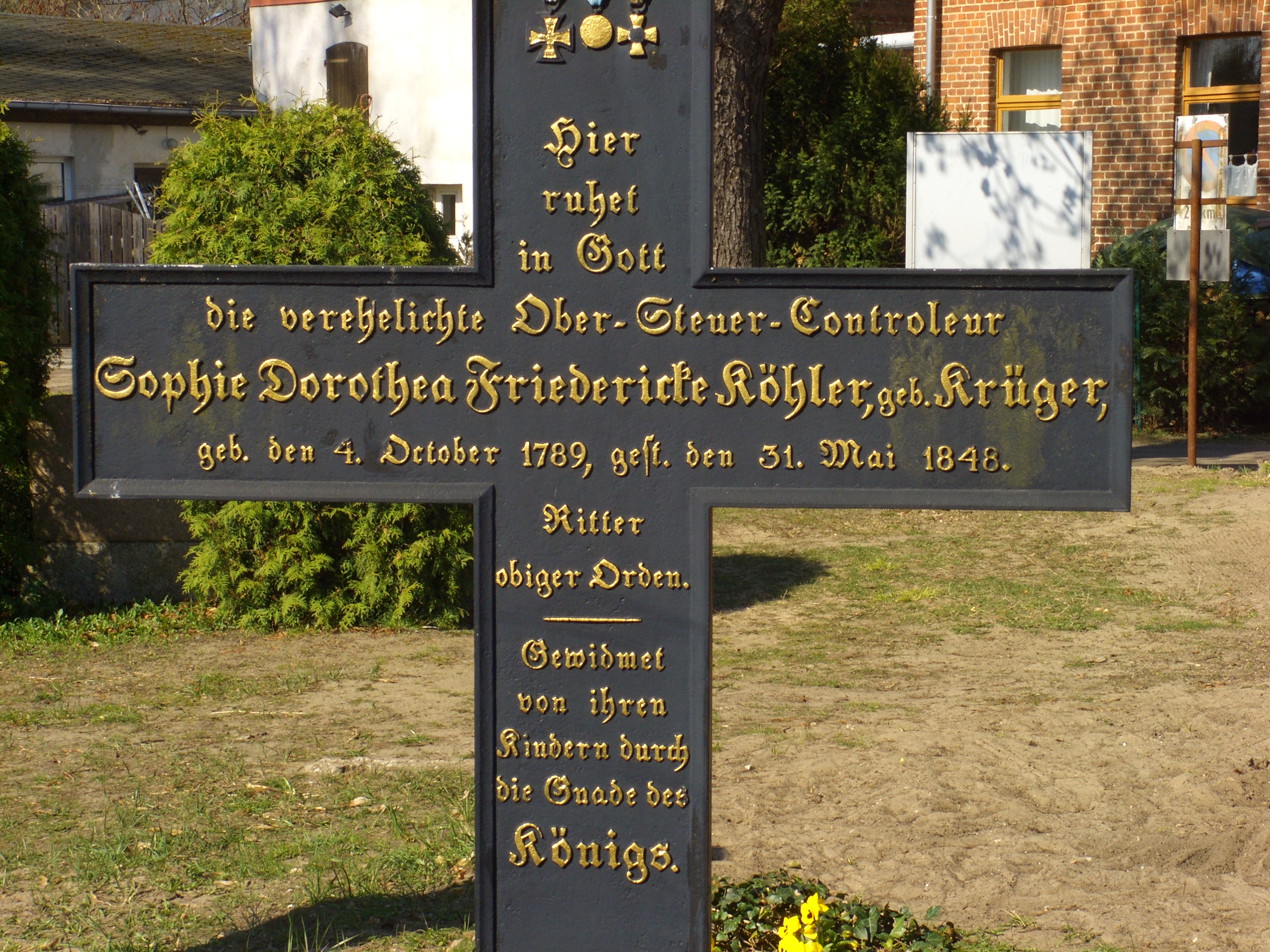
Хрест на могилі

Софі Доротея Фрідеріка Крюгер, псевдонім Август Любек (нім. Sophie Dorothea Friederike Krüger/August Lübeck; 8 жовтня 1789, Фрідланд, Мекленбург — 31 травня 1848, Темплін) — військослужбовиця прусської армії під час наполеонівських війн у Німеччині з 1813 по 1815 рік.

## Життя
Фрідеріка навчалася на кравчиню. Коли оголосили мобілізацію, дівчина обстригла волосся, одягла чоловічий костюм, який сама пошила, і відгукнулася на призов. Оскільки мобілізація проводилася терміново, не було медичного огляду і її не виявили одразу. Навесні 1813 року, під ім'ям Огюста Любека, вона приєдналася до 4-ї компанії 1-го батальйону Королівського прусського 9-го піхотного полку (Колбергський полк; нім. Kolbergsches Infanterieregiment), який було перейменовано на 9-й Гренадерський полк у 1914 році. Товариші дуже захоплювалися її хоробрістю. Під час однієї з атак високий голос зрадив її стать, однак, її не вигнали з армії. Фрідеріка навіть отримала підвищення у званні до капрала після битви при Меккерні, а після битви під Деневіц її підвищили до сержанта. Згодом вона воювала й у битві при Ватерлоо в 1815 році.
5 березня 1816 року вона вийшла заміж за прусського капрала Карла Келера і покинула армію. У них народилося четверо дітей.
Фрідеріка похована на цвинтарі Святого Георга у Темпліні. Могила збереглася.

## Нагороди
- Залізний хрест 2-го класу (1813) — перша жінка-кавалер.
- Військова пам'ятна медаль за 1813/15
- Орден Святого Георгія (Російська імперія)